# Солькин, Андрей Фёдорович
Андрей Фёдорович Со́лькин (1895, Пыркино, Пензенская губерния — 16 июля 1937, Москва) — советский государственный деятель.

## Биография
Андрей Фёдорович Солькин родился в 1895 году в селе Пыркино Чирковской волости Пензенской губернии. С 1910 года жил в Ташкенте с родителями. Его отчимом был Николай Васильевич Шумилов — член РСДРП с 1904 года и один из руководителей большевистской ячейки Ташкентских железнодорожников, а в 1918 году председатель Ташкентского Совета. Мать Андрея Солькина — Лукия Ивановна также была членом РСДРП с 1905 года.
А. Ф. Солькин в 1913 году окончил Ташкентское железнодорожное училище по специальности «техник железной дороги» и с 1913 года стал работать рабочим — десятником службы пути Ташкентского участка Средне-Азиатской железной дороги
В 1917 году Андрей Солькин был избран членом Ташкентского совета рабочих и солдатских депутатов, а впоследствии секретарём Исполкома Ташкентского совета и делегатом II съезда Советов (1917). С 1 апреля 1917 года А. Ф. Солькин стал членом РСДРП.
С декабря 1917 года по апрель 1918 года А. Ф. Солькин был сначала товарищем Народного комиссара путей сообщения Туркестанской Республики, а потом Народным комиссаром путей сообщения Туркестанской Республики.
В мае 1918 года А. Ф. Солькин был избран сопредседателем ТуркЦИК, затем находился на должности зампреда ТуркЦИК при И. О. Тоболине до сентября 1918 года.
С 10 сентября 1918 года по 31 мая 1919 года А. Ф. Солькин — председатель Временного ЦК КПТ. С 29 декабря 1918 он — председатель Крайкома Компартии Туркестана.
С октября 1920 А. Ф. Солькин — студент Техфака Туркестанского Государственного Университета, одновременно, с декабря 1920 года по 1921 год являлся его ректором, с 1921 года — проректором.
В 1922 по состоянию здоровья А. Ф. Солькин был отозван в Москву. В Москве он преподавал в Московском институте инженеров транспорта.
C 1925 года по 1927 год А. Ф. Солькин был председателем Центрального совета народного хозяйства (ЦСНХ) и зам. председателя Совета Народных комиссаров (СНК) Туркмении.
В период с 1927 года по 1930 год А. Ф. Солькин работал заместителем начальника строительства Турксиба.
В период 1930—1936 года А. Ф. Солькин работал директором НИИ НКПС СССР. В Этот же период он учился в Институте красной профессуры техники, из которого был исключен за публикацию в журнале «Транспортное строительство» «антипартийной статьи».
С декабря 1936 года он — начальник Омского строительно-монтажного треста Народного комиссариата путей сообщения СССР. Проживал в Москве
26 декабря 1936 был арестован по сталинским спискам. Расстрелян 16 июля 1937 года. Похоронен на Донском кладбище в Москве.